# Le Nouvion-en-Thiérache
Le Nouvion-en-Thiérache är en kommun i departementet Aisne i regionen Hauts-de-France i norra Frankrike. Kommunen ligger  i kantonen Nouvion-en-Thiérache som ligger i arrondissementet Vervins. År 2022 hade Le Nouvion-en-Thiérache 2 479 invånare.

## Befolkningsutveckling
Antalet invånare i kommunen Le Nouvion-en-Thiérache
Referens: INSEE